# Neozomus tikaderi
Genre
Espèce
Synonymes
- Schizomus tikaderi Cokendolpher, Sissom & Bastawade, 1988

Neozomus tikaderi, unique représentant du genre Neozomus, est une espèce de schizomides de la famille des Hubbardiidae.

## Distribution
Cette espèce est endémique du Maharashtra en Inde,.

## Description
Les mâles mesurent de 3,78 à 3,84 mm et les femelles de 3,64 à 4,32 mm.

## Étymologie
Cette espèce est nommée en l'honneur de Benoy Krishna Tikader.

## Publications originales
- Cokendolpher, Sissom & Bastawade, 1988 : A new Schizomus from the Indian state of Maharashtra, with additional comments on eyed schizomids (Arachnida: Schizomidae). Insecta Mundi, vol. 2, no 2, p. 90-96 (texte intégral).
- Reddell & Cokendolpher, 1995 : Catalogue, bibliography and generic revision of the order Schizomida (Arachnida). Texas Memorial Museum Speleological Monographs, no 4, p. 1-170 (texte intégral).